# Estepicursor
Estepicursor, cardo ruso, planta o matojo rodante o planta rodadora (también barrilla, abarrilla, capitana, salicornio, salicor, rodapaja, bola pancracia, pelota de paja o canto rodado) es una parte estructural de la anatomía aérea de una serie de especies de plantas, diáspora que, una vez madura y seca, se desprende de su raíz o tallo y rueda debido a la fuerza del viento. En la mayoría de estas especies se desprende toda la planta, independientemente del sistema radicular; pero en otras plantas, un fruto hueco o una inflorescencia podría desprenderse en su lugar. Las especies de plantas rodadoras xerófitas ocurren con mayor frecuencia en ecosistemas esteparios y áridos, donde el viento frecuente y el ambiente abierto permiten rodar sin obstrucciones prohibitivas.
Aparte de su sistema vascular primario y sus raíces, los tejidos de la estructura de la planta rodadora están muertos; su muerte es funcional porque es necesario que la estructura se degrade gradualmente y se deshaga para que sus semillas o esporas puedan escapar durante la caída, o germinar después de que haya llegado la rodadora a "descansar" en un lugar húmedo. En el último caso, muchas especies de plantas rodadoras se abren mecánicamente, liberando sus semillas a medida que se hinchan cuando absorben agua.
La diáspora de plantas rodadoras dispersa semillas, pero la estrategia de plantas rodadoras no se limita a las plantas de semillas; algunas especies de criptógamas—portadoras de esporas, como Selaginella—forman plantas rodadoras, y algunos hongos que se asemejan a bolas esponjosas, como el pedo de lobo, que, cuando se secan, se liberan de sus aditamentos y se caen de manera similar por el viento, dispersando las esporas a medida que avanzan.

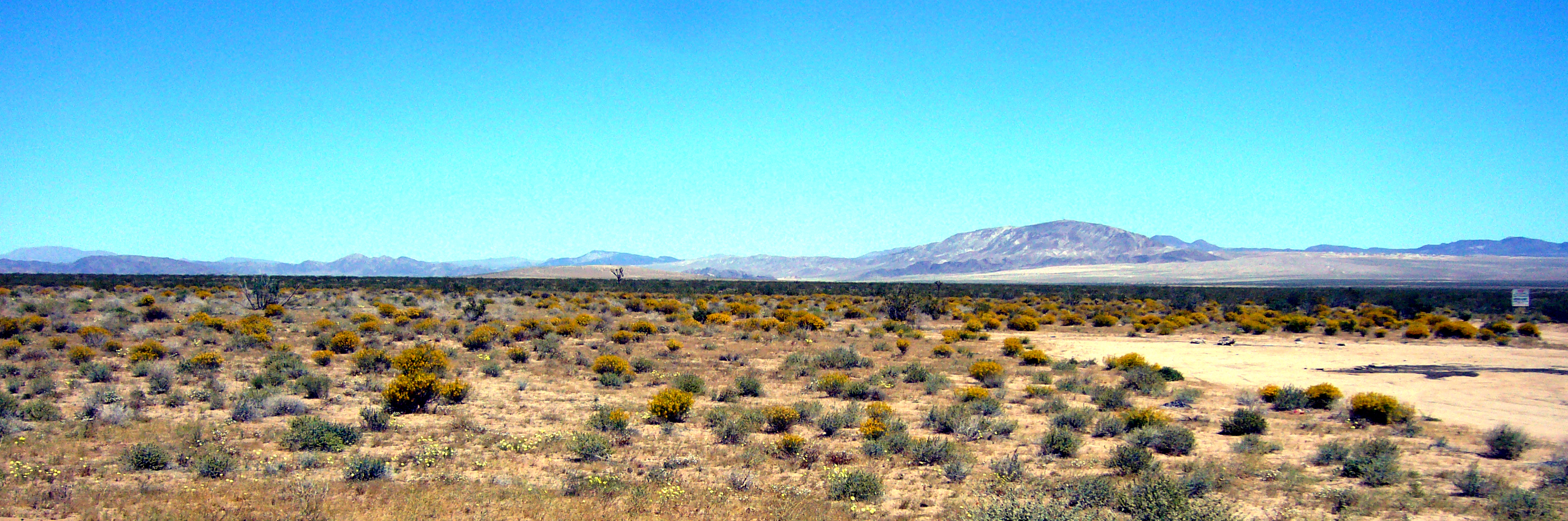
Jóvenes estepicursores en el desierto de Mojave en abril, después de una temporada de invierno extremadamente húmeda

## Plantas que forman estepicursores

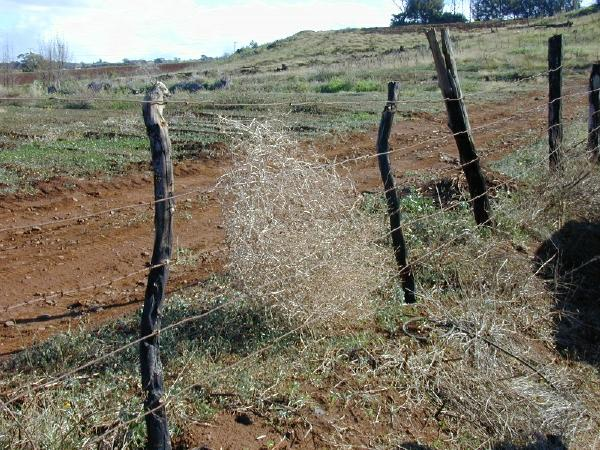
Estepicursor de Kali tragus atrapado en una valla de alambre

Las estrategias de dispersión de las plantas rodadoras son inusuales entre las plantas; la mayoría de las especies dispersan sus semillas por otros mecanismos. Muchas plantas rodadoras son especies ruderales, malezas oportunistas agrícolas. Se han registrado estepicursores en los siguientes grupos de plantas:
- Amaranthaceae (incluidas Chenopodiaceae)
- Amaryllidaceae
- Asphodelaceae
- Asteraceae
- Asteroideae
- Brassicaceae
- Boraginaceae
- Caryophyllaceae
- Fabaceae
- Lamiaceae
- Poaceae

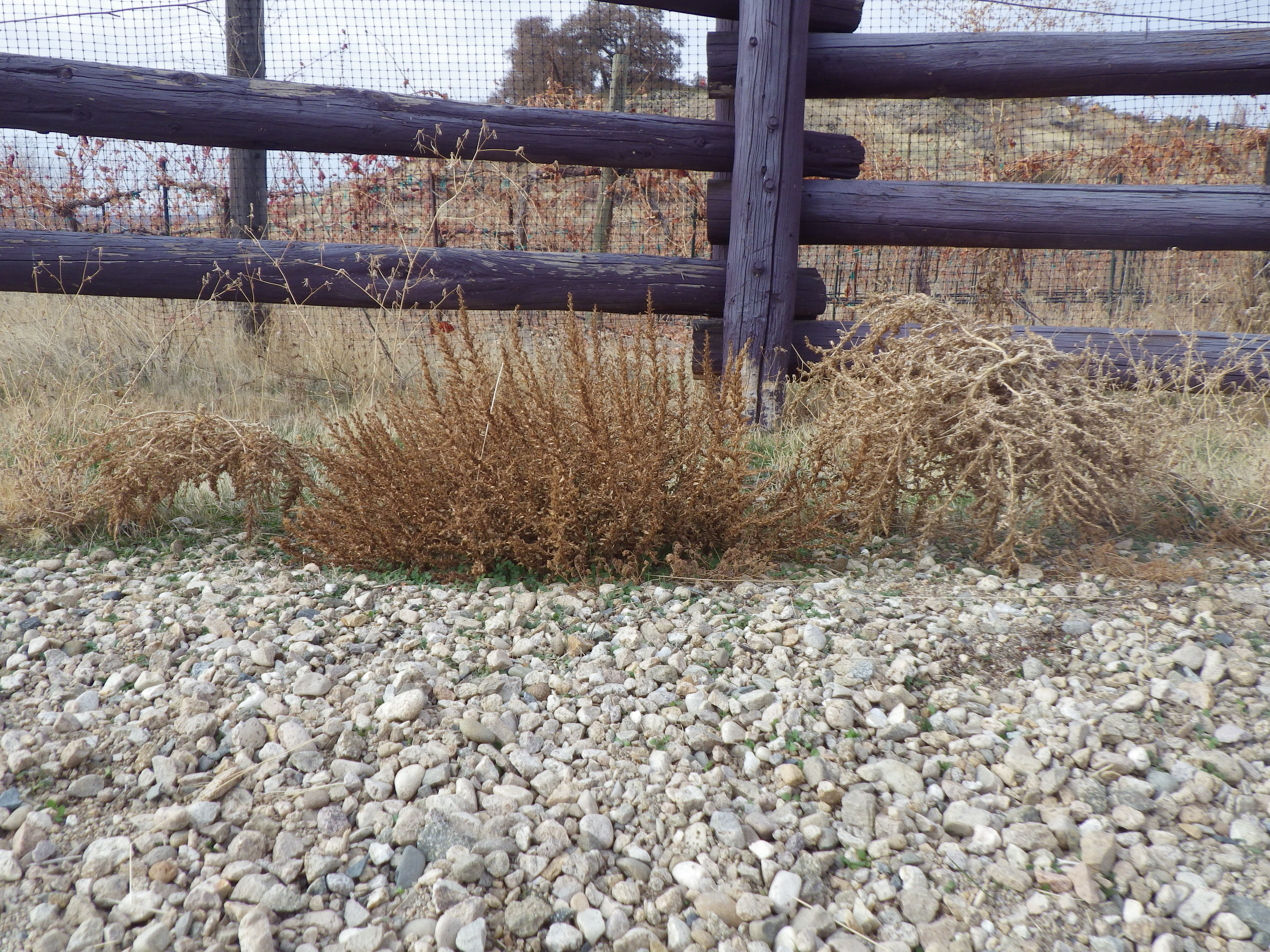
Amaranthus albus

En la familia Amaranthaceae s.l. (es decir, ampliamente definida para incluir Chenopodiaceae),  varias especies anuales del género Kali son plantas rodadoras. Se cree que son nativos de Eurasia, pero cuando sus semillas entraron en Estados unidos en envíos de semillas agrícolas, ellas se comenzaron a naturalizar en grandes áreas. En el género cinematográfico de Westerns, han sido durante mucho tiempo símbolos de las zonas fronterizas. Kali tragus es el llamado "cardo ruso". Es una planta anual que se rompe en la base del tallo cuando muere, y forma una maleza rodadora, dispersando sus semillas a medida que el viento la arrastra.  Se dice que llegó a los Estados Unidos en envíos de linaza semillas destinadas a Dakota del sur, quizás alrededor de 1870. Ahora es una maleza nociva en todo Estados Unidos y el noroeste de México, que domina hábitats perturbados como bordes de carreteras, campos cultivados, pendientes erosionadas y regiones áridas con escasa vegetación. Aunque es una mala hierba problemática, Kali tragus también proporciona ganado forraje útil en los pastizales áridos.

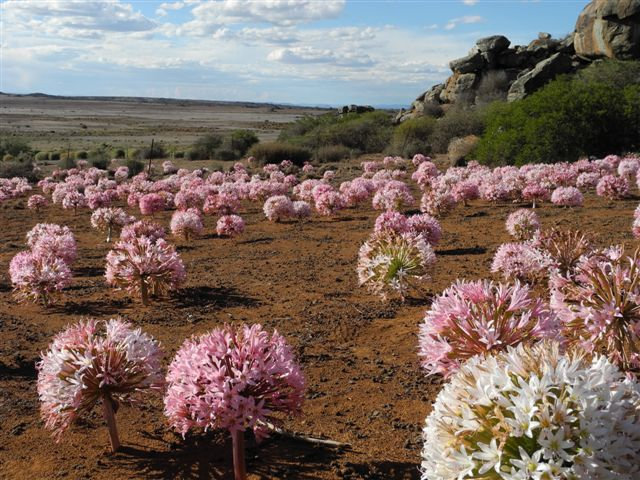
Brunsvigia bosmaniae en flor en el veld, mostrando las umbelas globulares de la planta rodadora Amaryllidaceae

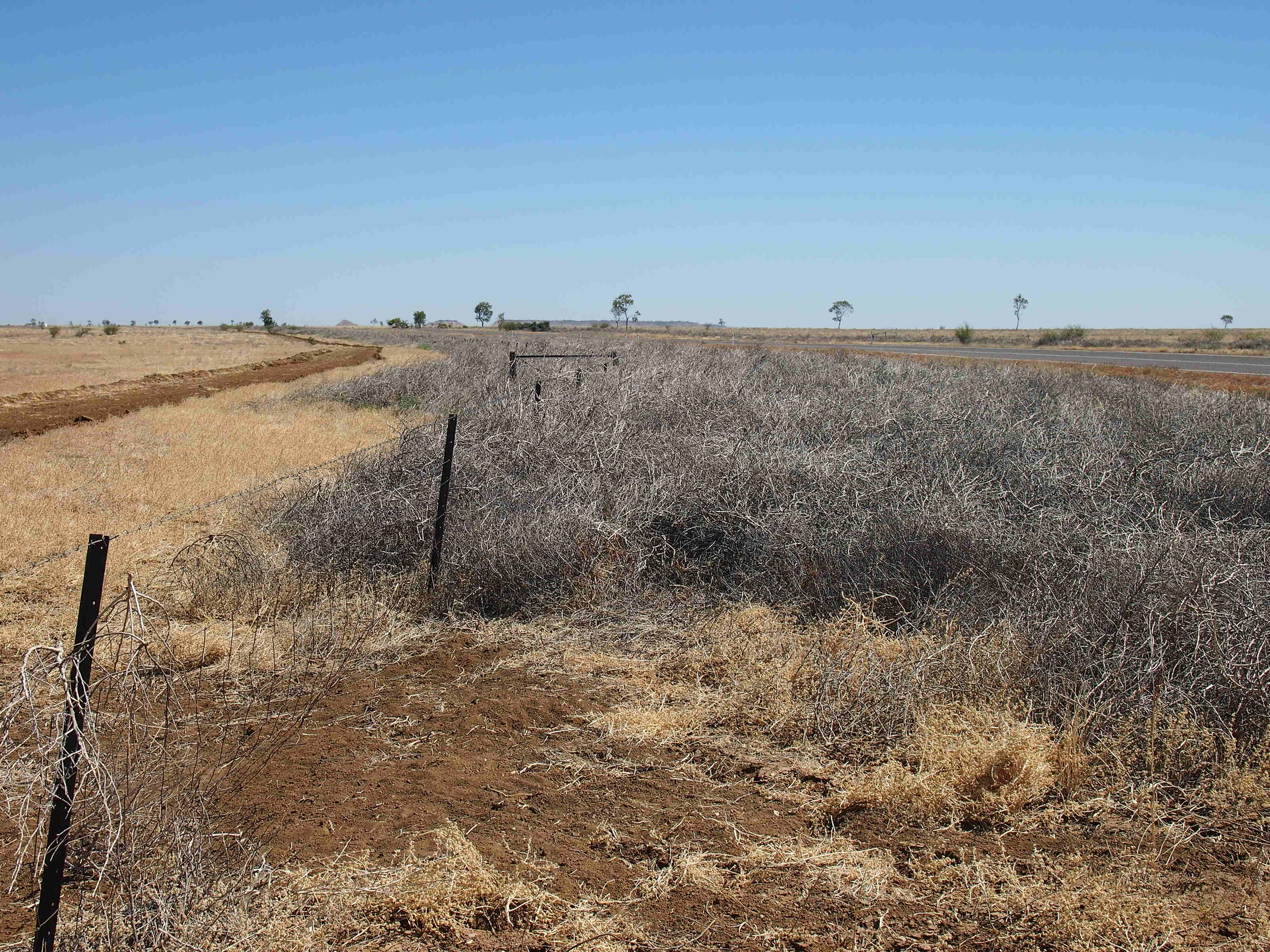
Masa de plantas rodadoras Salsola atrapadas detrás de una cerca

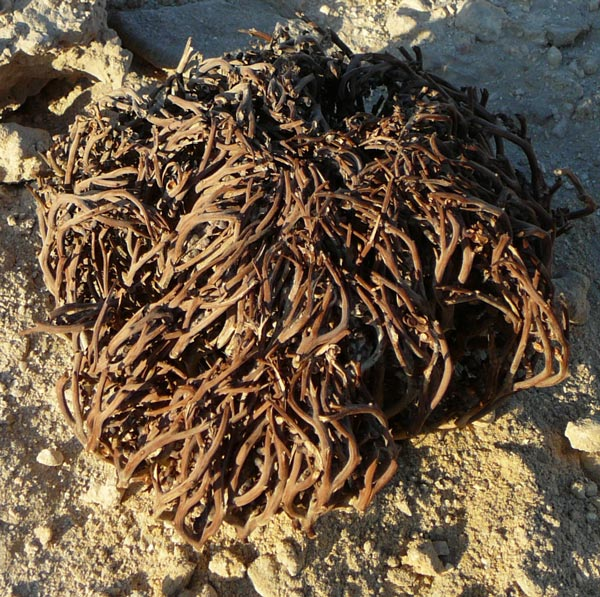
Anastatica, planta rodadora del desierto de África del Norte.

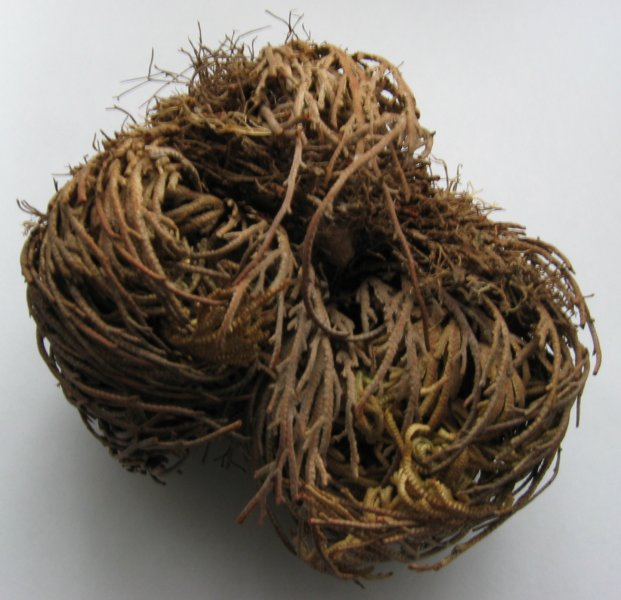
Selaginella lepidophylla, maleza rodadora del desierto

Otros miembros de Amaranthaceae (s.l.) que forman plantas rodadoras incluyen especies Kochia Cycloloma atriplicifolium, y Corispermum hissopifolium, así como Atriplex rosea.
Entre las Amaranthaceae (s.s.) que forman las plantas rodadoras, hay varias especies de Amaranthus, como Amaranthus albus, nativo de Centroamérica pero invasivo en Europa, Asia y Australia; y Amaranthus graecizans, nativo de África, pero naturalizado en Estados Unidos. Amaranthus retroflexus, que es autóctona de América del Norte y del Sur tropical, se ha vuelto casi cosmopolita en gran parte como maleza, pero como muchas otras especies de Amaranthus, también se valora ampliamente como forraje animal y como alimento humano, aunque debe utilizarse con precaución para evitar la toxicidad.
Varios géneros del sur de África de la familia Amaryllidaceae producen plantas rodadoras altamente optimizadas; sus inflorescencias son globulares son umbelas con pedicelos largos, con forma de radios, ya sea efectivamente a nivel del suelo, o que se rompen una vez que los tallos están secos. Cuando las semillas están casi maduras, la fruta permanece adherida a los pedúnculos, pero el tallo de la umbela se desprende, lo que permite que los globos se muevan con el viento. Las estructuras globulares, abiertas y ligeras, forman diásporas de plantas rodadoras muy eficaces, que suelen dejar caer sus semillas en unos pocos días, ya que los folículos fallan bajo el desgaste del rodar. Las semillas son carnosas, de corta duración y germinan rápidamente donde aterrizan. Al ser venenosas y desagradables, no son atractivas para los animales de transporte candidatos, por lo que la diáspora rodante es una estrategia de dispersión muy efectiva para estas plantas. Algunos géneros con este medio de dispersión de semillas son Ammocharis, Boophone, Crossyne y Brunsvigia.
Algunas especies de Apiaceae forman plantas rodadoras a partir de sus umbelas florales, al igual que algunas Amaryllidaceae.
En las Asteraceae, la mala hierba Centaurea diffusa forma plantas rodadoras. Es originaria de Eurasia y está naturalizada en gran parte de América del Norte. También en las Asteraceae, Lessingia glandulifera, nativa de América, a veces forma plantas rodadoras; Crece en suelos arenosos en áreas desérticas, chaparrales y pinares abiertos del oeste de Estados Unidos.
En las Brassicaceae, Sisymbrium altissimum, Crambe maritima, Lepidium, y una planta reviviscente, Anastatica forman plantas rodadoras.
En las Caryophyllaceae, la planta de jardín "aliento de bebé" (Gypsophila paniculata) produce una inflorescencia seca que forma plantas rodadoras. En partes del centro y oeste de América del Norte, se ha convertido en una maleza común en muchos lugares, incluidos campos de heno y pastos.
En la familia de las leguminosas (Fabaceae), Baptisia tinctoria y algunas especies de Psoralea producen plantas rodadoras. En "Psoralea", la hierba rodadora se desprende de la planta por abscisión del tallo.
En las Plantaginaceae, Plantago cretica forma plantas rodadoras.
Las inflorescencias que actúan como diásporas giratorias ocurren en algunas  gramíneas, incluidas Schedonnardus paniculatus y algunas especies de Eragrostis y Aristida. En estas plantas, las inflorescencias se rompen y caen con el viento en lugar de toda la planta, como sucede en algunas de las Apiaceae y Amaryllidaceae. Las especies de  Spinifex del sudeste asiático son ejemplos destacados de esta adaptación de dispersión.
 Estos pastos a menudo se denominan pastos giratorios, incluidas especies como Panicum capillare y Eragrostis pectinacea en los Estados Unidos.
En las Solanaceae, Solanum rostratum forman plantas rodadoras.
Las frutas dispersas por el viento que caen o ruedan por el suelo, a veces conocidas como "frutas caídas", son raras. Algunos son técnicamente aquenios. Frutas indehiscentes muy infladas que pueden facilitar el volteo incluyen Alyssopsis, Coluteocarpus, Physoptychis, Sutherlandia y Physaria.
Muy similares en hábito a Anastatica, pero prácticamente sin parentesco, son los portadores de esporas Selaginella lepidophylla (un licópodo) y la familia de hongos estrella de tierra (Geastraceae). Todos estos se enrollan en una bola cuando se secan y se desenrollan cuando se humedecen.
Bovista, un género de bola peluda, utiliza esencialmente la misma estrategia de dispersión.

## Efectos ambientales
El Departamento de Agricultura de los Estados Unidos clasificó las ubicuas plantas rodadoras como una planta no nativa y extremadamente invasiva en los Estados Unidos. Se consideran de naturaleza nociva y perjudiciales de muchas maneras. Las plantas rocosas prosperan en situaciones de alteración del suelo y contribuyen de manera importante a la extinción de las plantas nativas y a la propagación de incendios forestales, ya que son altamente  inflamables y crecen rápidamente en tierras despejadas de vegetación entre campos o áreas de bosque como cortafuegos. A pesar de más de un siglo de cooperación entre los gobiernos de México, Canadá y Estados Unidos para combatir la especie, las plantas rodadoras se pueden encontrar en la mayoría de las regiones de América del Norte.
Algunas especies ruderales que se dispersan como plantas rodadoras son malas hierbas graves que promueven significativamente la erosión eólica en regiones abiertas. [cita requerida] Sus efectos son particularmente dañinos en los cultivos de secano donde la aplicación exterior de humedad adicional no es factible. Un estudio demostró que un solo cardo ruso puede eliminar hasta 167 litros (44 galones) de agua del suelo en competencia con una cosecha de trigo en un año.  La cantidad de agua extraída de las tierras en barbecho más expuestas a la erosión sería aún más dañina.
A veces sucede que especies de plantas rodadoras grandes, especialmente si son espinosas, pueden formar agregaciones que son físicamente peligrosas y pueden bloquear carreteras y cubrir edificios y vehículos. Esto puede suceder más obviamente donde las cercas y obstáculos similares causan la acumulación, pero las malas hierbas también pueden enredarse entre sí de forma espontánea hasta formar pilas que ya no pueden rodar. Estos montones pueden ser una seria amenaza para los vehículos o edificios atrapados y sus ocupantes, sobre todo porque están secos e inflamables. Se han documentado ejemplos de edificios y vehículos envueltos principalmente en las regiones occidentales de los EE. UU. En las zonas residenciales, un ejemplo fue la ciudad de Mobridge, Dakota del Sur, donde decenas de toneladas de grandes plantas rodadoras ("cardos rusos") que habían madurado en el lecho seco del cercano Lake Oahe enterraron muchas casas. tan profundamente que se necesitaba equipo mecánico para retirarlo, liberar a los ocupantes y contrarrestar el peligro de incendio.
Hubo un brote significativo de Panicum effusum en la ciudad australiana  de Wangaratta en febrero de 2016 que atrajo la atención internacional. Las semillas de la maleza, conocida localmente como "pánico peludo", se habían acumulado a varios metros de profundidad en algunos lugares, lo que obligó a los residentes a pasar varias horas sacándola para recuperar el acceso a sus puertas y hogares. Posteriormente, el consejo local indicó que estaba considerando colocar grandes aspiradoras a los barredores de calles en un intento por controlar el brote.
El 18 de abril de 2018, los fuertes vientos y el mantenimiento descuidado de los terrenos privados vecinos trajeron una gran cantidad de plantas rodadoras a Victorville, California y alrededor de 100 a 150 hogares requirieron ayuda de los servicios públicos después de que sus accesos fueron parcialmente bloqueados. El departamento de bomberos local también participó en la limpieza ya que la afluencia masiva de plantas rodadoras presentó tanto un peligro de seguridad como de incendio.
Un incidente similar ocurrió el 31 de diciembre de 2019, cuando los fuertes vientos desalojaron una gran cantidad de plantas rodadoras en la Reserva Hanford al noroeste de Richland, Washington. Las plantas rodadoras se amontonaron de 5 a 7 m de profundidad en algunas áreas, enterrando automóviles y camiones y cerrando la Ruta 240 del estado de Washington durante diez horas, mientras que los equipos de carreteras usaban quitanieves para eliminar las plantas rodadoras.
También se ha observado que causan problemas con las plantas de tratamiento de aguas residuales. En algunos casos de cercas inadecuadas, pueden enredarse en equipos electromecánicos dentro de las plantas, como clarificadores y aireadores mecánicos, lo que lleva a un mayor uso de energía y costos laborales asociados con la operación y limpieza de las unidades.